# Campeonato Europeu de Hóquei em Patins Masculino de 1961
O Campeonato Europeu de 1961 foi a 25.ª edição do Campeonato Europeu de Hóquei em Patins.

## Participantes
| País               | Participação | Melhor Resultado                                                      |
| Portugal           | 20.ª         | Campeão (1947, 1948, 1949, 1950, 1952, 1956 e 1959)                   |
| Espanha            | 14.ª         | Campeão (1951, 1954, 1955 e 1957)                                     |
| Itália             | 23.ª         | Campeão (1953)                                                        |
| Inglaterra         | 25.ª         | Campeão (1926, 1927, 1928, 1929, 1930, 1931, 1932, 1934, 1936 e 1939) |
| Bélgica            | 24.ª         | 2.º Lugar (1947)                                                      |
| Holanda            | 11.ª         | 5.º Lugar (1952)                                                      |
| Suíça              | 25.ª         | 2.º Lugar (1937)                                                      |
| Alemanha Ocidental | 21.ª         | 2.º Lugar (1932 e 1934)                                               |
| França             | 24.ª         | 2.º Lugar (1926, 1927, 1928, 1930 e 1931)                             |
| Jugoslávia         | 2.ª          | 11.º Lugar (1955)                                                     |
| ------------------ | ------------ | --------------------------------------------------------------------- |

## Resultados
|                    | Portugal | Espanha | Itália | Países Baixos | Alemanha | Suíça | Bélgica | Inglaterra | Jugoslávia | França |
| ------------------ | -------- | ------- | ------ | ------------- | -------- | ----- | ------- | ---------- | ---------- | ------ |
| Portugal           |          | 1-0     | 2-2    | 4-2           | 2-1      | 8-3   | 14-2    | 5-1        | 10-1       | 12-0   |
| Espanha            |          |         | 2-1    | 4-0           | 2-1      | 5-3   | 5-0     | 6-3        | 7-0        | 10-0   |
| Itália             |          |         |        | 2-0           | 4-0      | 3-0   | 5-2     | 2-1        | 5-0        | 3-0    |
| Holanda            |          |         |        |               | 0-3      | 4-1   | 5-1     | 7-0        | 15-1       | 3-0    |
| Alemanha Ocidental |          |         |        |               |          | 3-4   | 3-2     | 6-1        | 10-0       | 5-1    |
| Suíça              |          |         |        |               |          |       | 6-1     | 5-0        | 7-2        | 6-2    |
| Bélgica            |          |         |        |               |          |       |         | 6-2        | 7-1        | 3-1    |
| Inglaterra         |          |         |        |               |          |       |         |            | 6-4        | 8-1    |
| Jugoslávia         |          |         |        |               |          |       |         |            |            | 4-1    |
| França             |          |         |        |               |          |       |         |            |            |        |

## Classificação final
| Lugar | Seleção            | J | V | E | D | P  | GM | GS | Dif. |
| ----- | ------------------ | - | - | - | - | -- | -- | -- | ---- |
|       | Portugal           | 9 | 8 | 1 | 0 | 17 | 58 | 12 | +46  |
|       | Espanha            | 9 | 8 | 0 | 1 | 16 | 41 | 9  | +32  |
|       | Itália             | 9 | 7 | 1 | 1 | 15 | 27 | 7  | +20  |
| 4     | Holanda            | 9 | 5 | 0 | 4 | 10 | 36 | 15 | +21  |
| 5     | Alemanha Ocidental | 9 | 5 | 0 | 4 | 10 | 32 | 16 | +16  |
| 6     | Suíça              | 9 | 5 | 0 | 4 | 10 | 35 | 28 | +7   |
| 7     | Bélgica            | 9 | 3 | 0 | 6 | 6  | 24 | 42 | -18  |
| 8     | Inglaterra         | 9 | 2 | 0 | 7 | 4  | 22 | 43 | -21  |
| 9     | Jugoslávia         | 9 | 1 | 0 | 8 | 2  | 13 | 68 | -55  |
| 10    | França             | 9 | 0 | 0 | 9 | 0  | 6  | 54 | -48  |

| Campeões Europeus 1961 |
| ---------------------- |
| Portugal               |
| PORTUGAL 8.º Título    |